# Ростовский областной комитет КПСС
Ростовский областной комитет КПСС — руководящий партийный орган областной организации Коммунистической партии Советского Союза, существовавший в Ростовской области с 1937 по 1991 год. Являлся высшим органом  областной организации КПСС между областными конференциями КПСС. Образован вместе с областью на части территории бывшего Азово-Черноморского края. Располагался в областном центре – городе Ростове-на-Дону.
Комитет избирался областными конференциями КПСС. Занимался реализацией решений областных конференций, организацией и утверждением районных партийных организаций Ростовской области, выполнением решений ЦК партии. Подчинялся (до 1990 года) Центральному комитету КПСС ( с 1990 – ЦК коммунистической партии РСФСР).
Для повседневного руководства работой областной партийной организации обком избирал бюро, а для рассмотрения текущих вопросов и проверки их исполнения создавал секретариат. На пленумах комитетов утверждались также председатели партийных комиссий, заведующие отделами этих комитетов, редакторы партийных газет и журналов. Для рассмотрения текущих вопросов и проверки их исполнения создавался секретариат. Пленум областного комитета созывался не реже одного раза в четыре месяца.
Высшим должностным лицом областной организации КПСС являлся первый секретарь, избиравшийся на пленуме областного комитета КПСС по предложению секретариата Центрального Комитета КПСС. Кандидатуры второго (как правило, отвечал за организационные вопросы) и третьего секретарей (как правило, отвечал за идеологические вопросы) согласовывались также с секретариатом ЦК КПСС.
Обком КПСС отвечал за проведение политики партии в области, вёл политическую и организаторскую работу по выполнению всеми государственными и общественными организациями директив и решений партии, указаний её Центрального комитета, проводил идеологическую работу, руководил работой Советов депутатов трудящихся, профсоюзов, комсомола и других организаций, а также средств массовой информации через работающих в них коммунистов, решал социально-экономические задачи, контролировал деятельность учреждений науки, культуры, образования, занимался подбором и расстановкой руководящих кадров, организацией учреждений партии в пределах области.

## Первые секретари
- 1937—1938 — Евдокимов, Ефим Георгиевич
- 1938—1944 — Двинский, Борис Александрович
- 1944—1947 — Александрюк, Пётр Ильич
- 1947—1950 — Патоличев, Николай Семёнович
- 1950—1952 — Пастушенко, Пётр Никитович
- 1952—1960 — Киселёв, Николай Васильевич
- 1960—1961 — Кириченко, Алексей Илларионович
- 1961—1962 — Басов, Александр Васильевич
- 1962—1964 — Скрябин, Владимир Владимирович[1]
- 1964—1966 — Соломенцев, Михаил Сергеевич
- 1966—1984 — Бондаренко, Иван Афанасьевич
- 1984—1986 — Власов, Александр Владимирович
- 1986—1990 — Володин, Борис Михайлович
- 1990—1991 — Суслин, Виталий Тимофеевич

## Вторые секретари
- 1937—1938 — Двинский, Борис Александрович (и.о.)
- 1938—1939 — Суслов, Михаил Андреевич
- 1939—1940 — Сапрыкин, Григорий Давыдович
- 1941—1943 — Кипаренко, Иван Поликарпович
- 1943—1944 — Александрюк, Пётр Ильич
- 1945—1948 — Пастушенко, Пётр Никитович
- 1948—1949 — Жегалин, Иван Кузьмич
- 1952—1954 — Добрынин, Григорий Прокофьевич
- 1954—1960 — Пузиков, Сергей Тимофеевич
- 1960—1962 — Маяков, Леонид Иванович
- 1963—1964 — Бондаренко, Иван Афанасьевич[2]
- 1964—1966 — Мазовка, Владимир Филиппович
- 1966—1973 — Фоменко, Михаил Кузьмич
- 1975—1979 — Иваницкий, Николай Михайлович
- 1979—1986 — Пивоваров, Николай Дмитриевич
- 1987—1988 — Суслин, Виталий Тимофеевич
- 1988—1989 — Иванченко, Леонид Андреевич
- 1989—1990 — Кравченко, Николай Павлович